# Réserve naturelle de Hynna
La réserve naturelle de Hynna est une réserve naturelle norvégienne située dans la commune de Gausdal, Comté d'Oppland. La réserve naturelle a depuis 2002 le statut de site ramsar, en raison de son importance pour les oiseaux migrateurs. Elle a une surface de 64,42 km2.
La réserve a été créée en 1990 afin de préserver une grande et riche zone humide et une zone de marais.
Le domaine est vaste et varié  avec les marais, les marécages, les lacs, les étangs, les ruisseaux, les rivières et les mangroves. C'est un lieu important pour certains oiseaux qui y nichent. Les oiseaux à y venir sont nombreux et variés, certains sont d'ailleurs inscrits comme espèces vulnérables.
La réserve est à la fois importante pour l'ornithologie mais ses marais sont également répertoriées en botanique.
La réserve est située à proximité de l'association norvégienne de randonnée  et du parc national de Ormtjernkampen.